# Léo Baptistão
Leonardo Carrilho Baptistão (Santos, 1992. augusztus 26. –) brazil labdarúgó, a spanyol Almería csatárja.

## Pályafutása

### Korai évek
Brazíliában, Santos városában született és az Associação Atlética Portuguesa csapatában kezdett el futballozni. Mindössze 16 évesen igazolt Spanyolországba, a Rayo Vallecano csapatához. Kezdetben a tartalékcsapatban kapott szerepet, azonban hepatitist fedeztek fel nála, ezért orvosi kezelésre haza kellett utaznia. Ezt követően rövid ideig a CD San Fernando de Henaresben játszott kölcsönben, mert a Spanyol labdarúgó-szövetség megakadályozta, hogy visszatérjen előző klubjához.

### Rayo Vallecanɒ
2011 júliusában csatlakozhatott a Rayo felnőtt csapatához és a Sporting Gijón elleni barátságos mérkőzésen bemutatkozott a felnőttek között is, azonban a találkozó folyamán kulcscsont törést szenvedett. Felépülését követően egy ideig ismét a B csapatban játszott, majd 2012 nyarán ismét az első csapattal készülhetett. Augusztus 25-én debütált a La Ligában és a Betis elleni mérkőzésen gólpasszt adott Pitinek. Szeptember 16-án megszerezte első gólját az Atletico Madrid elleni bajnokin, azonban csapata 3-4-es vereséget szenvedett. Az Espanyol ellen ugyancsak eredményes volt, a Rayo azonban ismét kikapott. Baptistão hamar stabil csapattaggá vált, november 3-án győztes gólpasszt adott Pitinek a Málaga ellen.
2013 januárjában a téli átigazolási szezonban több érdeklődő csapattal kapcsolatban emlegették, így felmerült a Manchester United, a Leeds United és a Queens Park Rangers neve is. Február 14-én előbb izomsérülést szenvedett majd egy újabb kulcscsont sérülés miatt kihagyta az idény hátralevő részét.

### Atlético Madrid
2013. június 3-án Baptistão  ötéves  szerződést írt alá az  Atletico Madridhoz. Augusztus 21-én Arda Turant váltva debütált a Barcelona elleni Szuperkupa mérkőzésen, amelyet végül elbuktak idegenben lőtt kevesebb góljukkal.
Szeptember 18-án volt először eredményes a Colchoneros színeiben egy Zenyit elleni bajnokok Ligája találkozón.
2014. január 11-én kölcsönbe a Betishez került. 
Az Európa-ligában a legjobb 16 között gólt rúgott a rivális Sevilla FC-nek, de büntetőkkel végül kiestek a kupából. 2014. augusztus 19-én egykori csapatához, a Rayo Vallecanóhoz került kölcsönbe és szeptemberben három nap eltéréssel győztes gólt szerzett a Bilbao  és a Levante ellen is. 2015 nyarán ismét kölcsönadták, ezúttal a Villarrealnak. Szeptember 27-én az ő góljával győzték le az Atléticót a Madrigalban.

### Espanyol
2016. július 9-én  ötéves  szerződést írt alá az Espanyolhoz.

## Statisztika
2016. április 20-án frissítve
| Klub                     | Szezon           | Bajnokság     | Bajnokság | Kupa          | Kupa  | Nemzetközi kupa | Nemzetközi kupa | Egyéb         | Egyéb | Összesen      | Összesen |
| Klub                     | Szezon           | Pályára lépés | Gólok     | Pályára lépés | Gólok | Pályára lépés   | Gólok           | Pályára lépés | Gólok | Pályára lépés | Gólok    |
| ------------------------ | ---------------- | ------------- | --------- | ------------- | ----- | --------------- | --------------- | ------------- | ----- | ------------- | -------- |
| Rayo Vallecano B         | 2011–12          | 17            | 4         | 0             | 0     | 0               | 0               | 0             | 0     | 17            | 4        |
| Rayo Vallecano           | 2012–13          | 28            | 7         | 1             | 0     | 0               | 0               | 0             | 0     | 29            | 7        |
| Atlético de Madrid       | 2013–14          | 5             | 0         | 1             | 0     | 3               | 1               | 2             | 0     | 11            | 1        |
| Betis (kölcsön)          | 2013–14          | 17            | 1         | 1             | 0     | 4               | 1               | 0             | 0     | 22            | 2        |
| Rayo Vallecano (kölcsön) | 2014–15          | 25            | 7         | 1             | 0     | 0               | 0               | 0             | 0     | 26            | 7        |
| Villarreal (kölcsön)     | 2015–16          | 24            | 3         | 2             | 1     | 6               | 2               | 0             | 0     | 32            | 6        |
| Karrier összesen         | Karrier összesen | 116           | 22        | 6             | 1     | 13              | 4               | 2             | 0     | 137           | 27       |

## Sikerei, díjai
Atlético Madrid
- La Liga: 2013–14
- Bajnokok Ligája döntős:  2013–14
- Spanyol szuperkupa döntős:  2013